# 三沙1号
三沙1号是三沙设市后新建的首艘大型交通补给船，能够覆盖三沙管辖的海域，可全天候航行并保证在10级风条件下船舶安全，设有直升机起降平台。
“三沙1号”从海南省文昌市清澜港驶往三沙市永兴岛的时间相比“琼沙3号”缩短5个多小时，为10小时左右。